# Alburnus battalgilae
Alburnus battalgilae és una espècie de peix cipriniforme de la família dels ciprínids.

## Morfologia
Els mascles poden assolir els 10,8 cm de longitud total.

## Distribució geogràfica
Es troba a Turquia.